# Нествед (коммуна)
Нествед (дат. Næstved Kommune) — датская коммуна в составе области Зеландия. Площадь — 683,88 км², что составляет 1,59 % от площади Дании без Гренландии и Фарерских островов. Численность населения на 1 января 2008 года — 80732 чел. (мужчины — 39765, женщины — 40967; иностранные граждане — 2728).

## История
Коммуна была образована в 2007 году из следующих коммун:
- Фуглебьерг (Fuglebjerg)
- Фладсо (Fladså)
- Хольмегор (Holmegaard)
- Нествед (Næstved)
- Сусо (Suså)

## Достопримечательности
- Остров Гавнё
  - Замок Гавнё

## Известные уроженцы
- Мунте аф Моргенштирн, Бредо Хенрик фон (1774–1835) – юрист и политик. Первый генеральный прокурор Норвегии с 1816 по 1820 год.

## Изображения

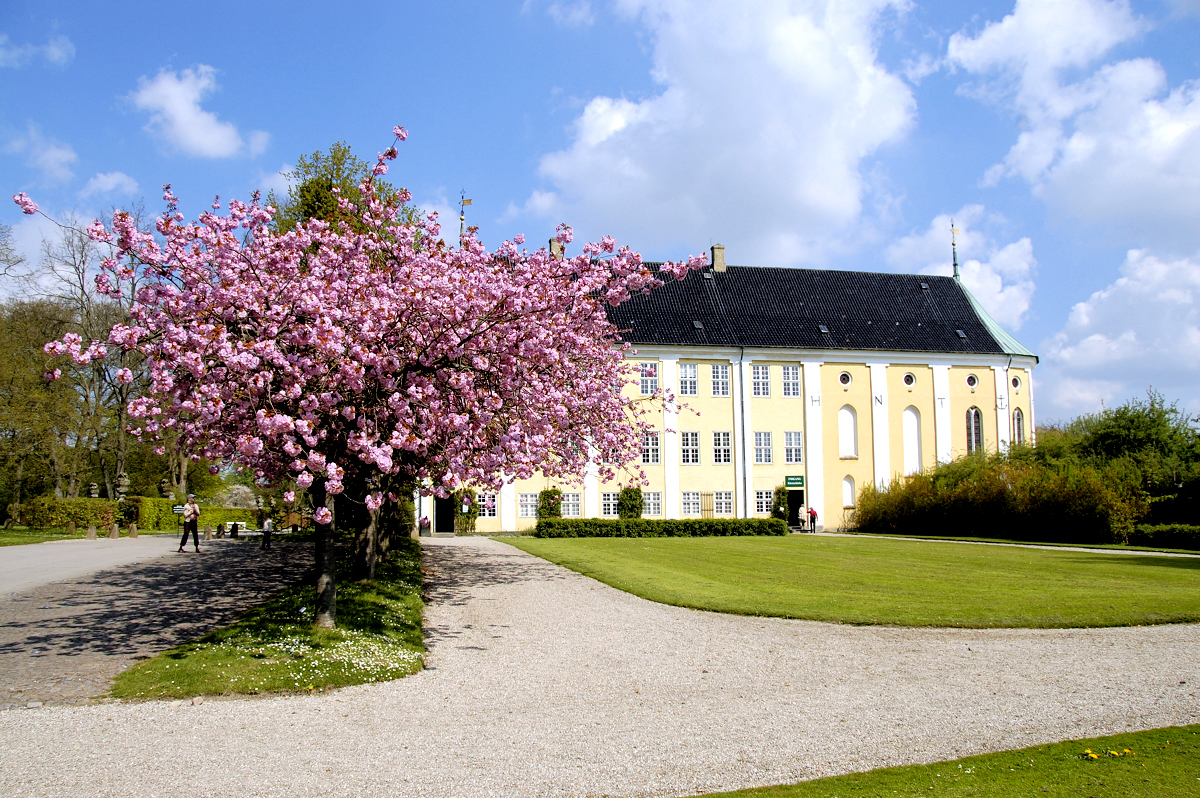
Замок Гавнё
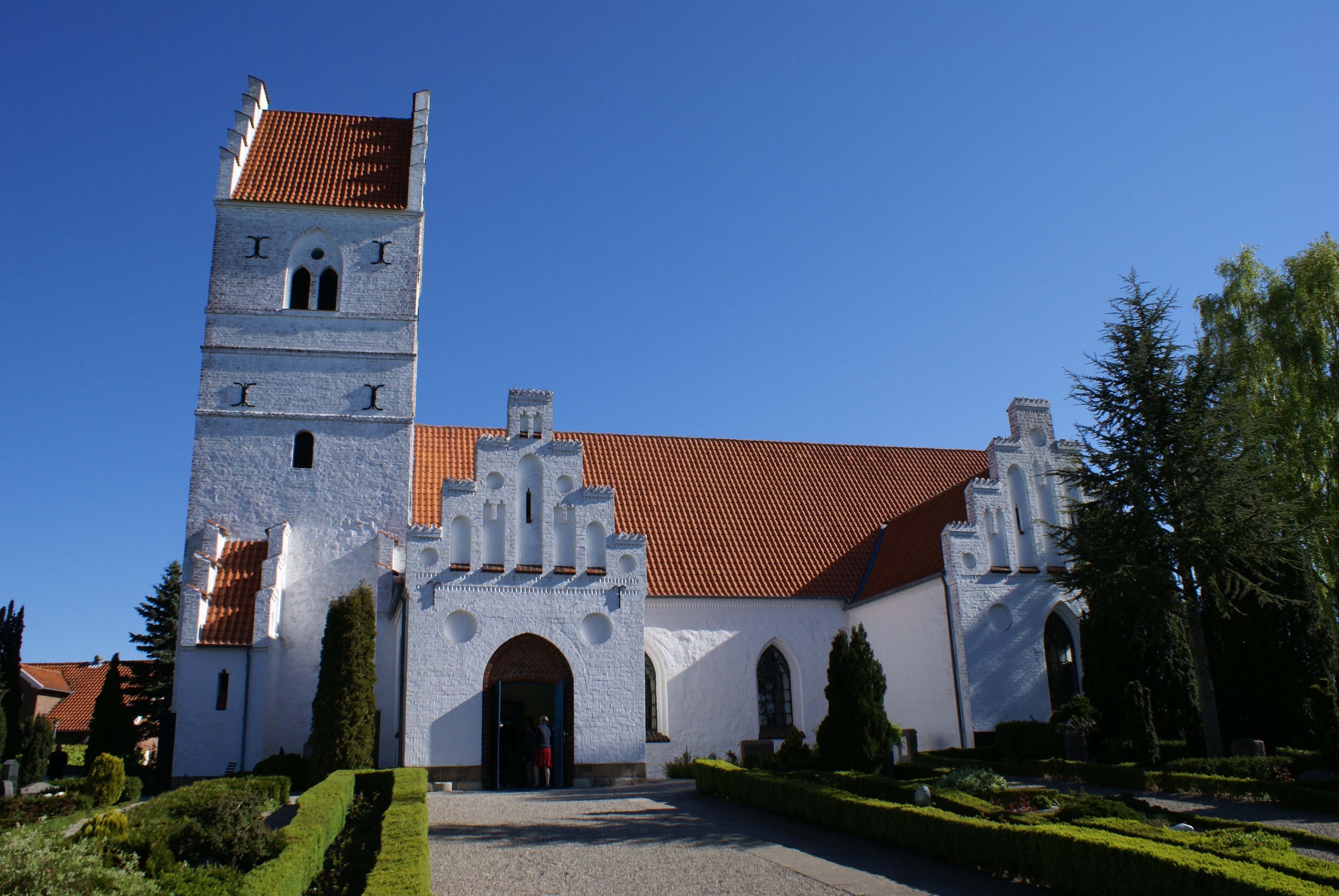
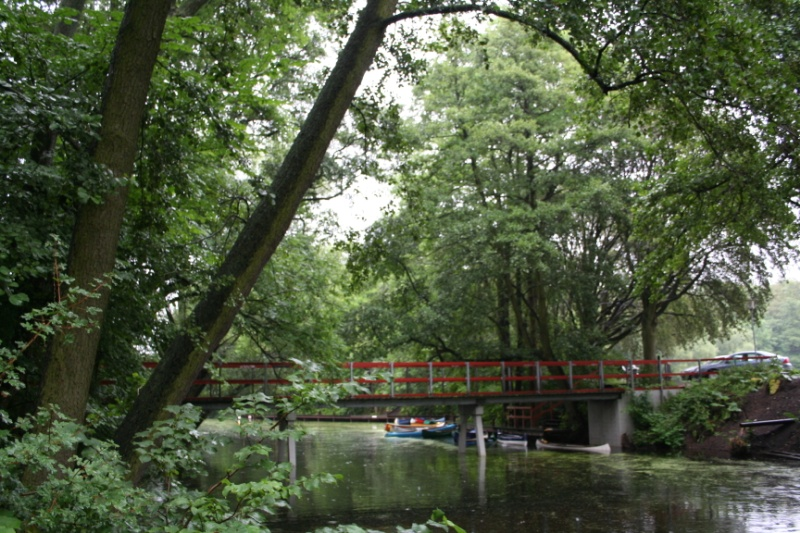
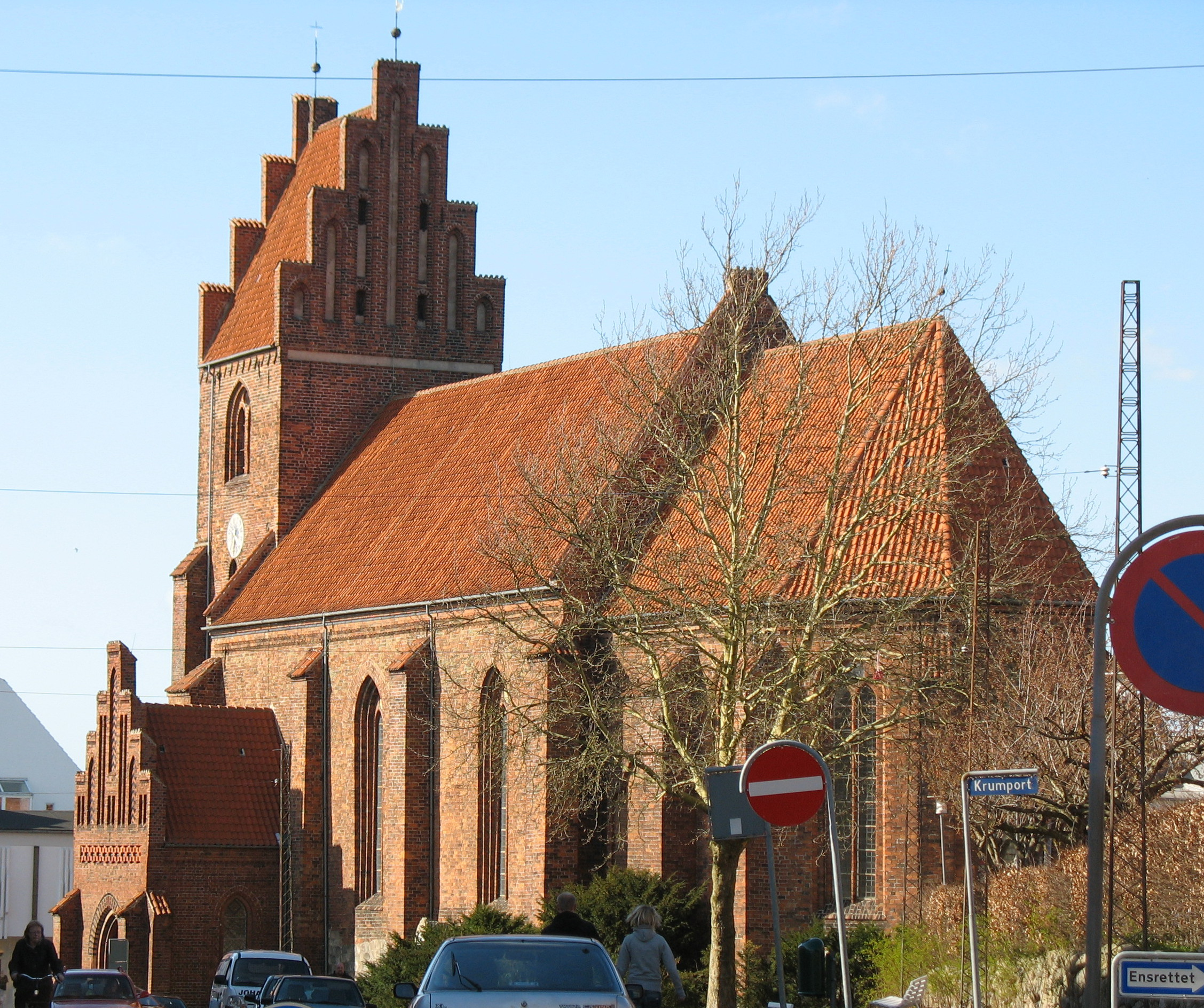